# جایزه بزرگ بلژیک ۱۹۸۰
جایزه بزرگ بلژیک ۱۹۸۰ (انگلیسی: ‎1980 Belgian Grand Prix‎) یک مسابقهٔ موتوری در رشتهٔ اتومبیل‌رانی فرمول یک بود که در تاریخ ۴ مهٔ ۱۹۸۰ در پیست زولده واقع در اوسدان-زولده، لیمبورگ، بلژیک برگزار شد. این گراند پری در میان ۱۴ گراند پری در فصل ۱۹۸۰، مسابقهٔ شمارهٔ ۵ بود.
در این مسابقه که در ۷۲ دور و به مسافت ۳۰۶٫۸۶۴ کیلومتر (۱۹۰٫۶۷۶ مایل) برگزار شد، پول پوزیشن توسط آلن جونز کسب شد و سریع‌ترین زمان برای طی یک دور پیست که برابر با ۱:۲۰٫۸۸ بود نیز توسط ژاک لافیت به ثبت رسید.
دیدیه پرونی از تیم لیجیه-فورد، آلن جونز از تیم ویلیامز-فورد و کارلوس روتمان از تیم ویلیامز-فورد به‌ترتیب مقام‌های اول تا سوم مسابقه را کسب کردند.

## رده‌بندی قهرمانی پس از مسابقه
| جایگاه | راننده         | امتیاز |
| ------ | -------------- | ------ |
| ۱      | رنه آرنوکس     | ۲۱     |
| ۲      | آلن جونز       | ۱۹     |
| ۳      | نلسون پیکه     | ۱۸     |
| ۴      | دیدیه پرونی    | ۱۷     |
| ۵      | ریکاردو پاتریس | ۷      |
| منبع:  |                |        |

| جایگاه | سازنده       | امتیاز |
| ------ | ------------ | ------ |
| ۱      | ویلیامز-فورد | ۲۵     |
| ۲      | لیجیه-فورد   | ۲۳     |
| ۳      | رنو          | ۲۱     |
| ۴      | برابام-فورد  | ۱۸     |
| ۵      | اروز-فورد    | ۸      |
| منبع:  |              |        |

یادداشت
- تنها پنج جایگاه نخست از هر رده‌بندی نمایش داده شده است.